# Poecilopsyra brevis
Poecilopsyra brevis är en insektsart som beskrevs av Liu, Xiangwei, Z. Zheng och G. Xi 1991. Poecilopsyra brevis ingår i släktet Poecilopsyra och familjen vårtbitare. Inga underarter finns listade i Catalogue of Life.